# Pezizella eriophori
Pezizella eriophori är en lavart som beskrevs av Dennis 1962. Pezizella eriophori ingår i släktet Pezizella och familjen Hyaloscyphaceae.   Inga underarter finns listade i Catalogue of Life.